# ライフポッド
『ライフポッド』（原題：Lifepod）は、1993年制作のアメリカ合衆国のSF映画。
アルフレッド・ヒッチコック監督の映画『救命艇』（1944年）を、舞台を宇宙船の緊急避難用ポッド内に置き換えてテレビ映画でリメイク。
日本では劇場未公開で、ビデオタイトルは『ライフポッド 〜救命艇』。

## あらすじ
西暦2169年、地球に帰還する途中の宇宙豪華客船で突如大爆発が起こる。生存者は緊急避難用ポッドで脱出に成功した9人だけだった。
彼らは何とか協力しあおうとするが、やがて宇宙船爆破が実はテロによるもので、その犯人がこの中にいるらしいことが判明し、全員に疑惑の念が持ち上がる。

## キャスト
- バンクス：ロバート・ロッジア
- クレア：ジェシカ・タック
- パーカー：スタン・ショウ
- メイヴィーン：CCH・パウンダー
- エド・ゲイル
- レナ：ケリー・ウィリアムズ
- リサ・ワルツ
- ケイン：アダム・ストーク
- ターマン：ロン・シルヴァー